# سياسة التأشيرات في الصومال
يجب على زوار الصومال الحصول على تأشيرة عند الوصول وفقًا للقانون. يجب أن يحمل جميع الزوار جواز سفر صالحًا لمدة 6 أشهر.

## تأشيرة عند الوصول
يمكن لحاملي جوازات السفر الصادرة عن أي دولة الحصول على تأشيرة عند الوصول صالحة لمدة 30 يومًا في المطارات التالية:
- مطار بوصاصو في بوصاصو
- مطار غاروي في غاروي
- مطار عبد الله يوسف في غالكعيو
- مطار آدم عدي الدولي في مقديشو
- مطار كيسمايو في كيسمايو

## التأشيرة الإلكترونية
يجب على جميع الزوار الراغبين في السفر إلى الصومال الحصول على تأشيرة إلكترونية معتمدة (eTAS) قبل بدء رحلتهم.

## رفض الدخول
تم حظر مواطني جمهورية الصين (تايوان) من الدخول والعبور في الصومال منذ 30 أبريل 2025.
| - جمهورية الصين |